# Битка за островите Рюкю
Битката за островите Рюкю е военна операция от Тихоокеанския театър през Втората световна война, продължила от януари до юни 1945 г. около островните групи Бонин и Рюкю. Целта на тази офанзива на Съюзниците, както и на Филипинската операция от 1944 г., Битката при Марианските острови и Палау през 1944 г. и други битки е оказване на натиск върху Японската империя и отнемане на ключови територии в Тихия океан.
Основните битки по суша са сраженията за Иво Джима (16 февруари – 26 март 1945) и Окинава (1 април – 21 юни 1945). Има и една голяма морска битка, която японците наричат „Тен-Го“ (7 април 1945) (в рускоезичната литература е известна като „Последният поход на „Ямато““).